# Хелгі Хойдал
Хелгі Хойдал (фар. Helgi H. Hoydal; 1 травня 1996) — фарерський гандболіст. Виступає за норвезький гандбольний клуб Viking Stavanger та національну збірну Фарерських островів.